# John Harington
Pour les articles homonymes, voir Harington.
 (février 2019).
Si vous disposez d'ouvrages ou d'articles de référence ou si vous connaissez des sites web de qualité traitant du thème abordé ici, merci de compléter l'article en donnant les références utiles à sa vérifiabilité et en les liant à la section « Notes et références ».
John Harington (né à Kelston dans le Somerset, baptisé le 4 août 1560 et mort 20 novembre 1612), est un inventeur et écrivain anglais.
Il est connu comme l’inventeur de la chasse d'eau.

## Biographie

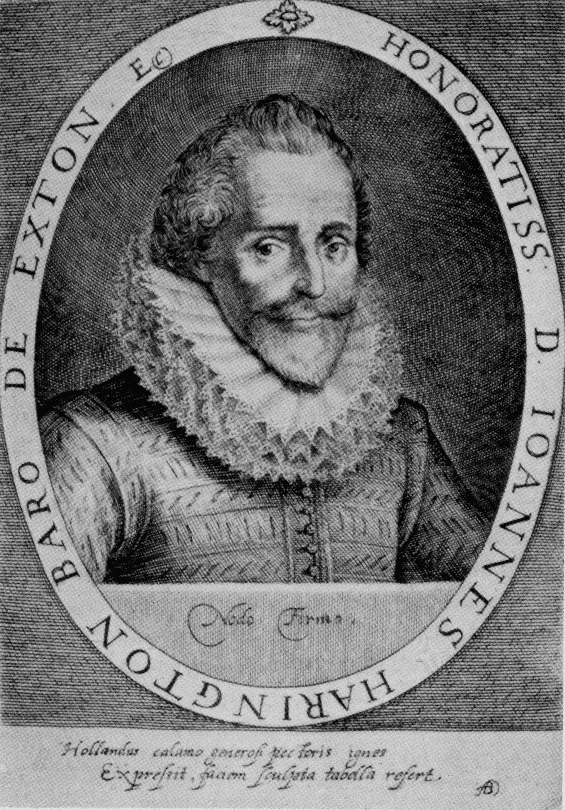
John Harington

John Harington est le fils de John Harington de Kelston, le poète, et de la seconde femme de celui-ci, Isabella Markham, une dame de parage de la reine Élisabeth Ire d'Angleterre. Il était également l’un des 102 filleuls de la reine.
Bien que destiné, au départ, à des études de loi, Harington fut attiré très tôt par la vie à la cour d’Angleterre, où son franc-parler et sa poésie attirèrent l’attention de la reine. Bien qu'elle l'encourageât à écrire, Harington dépassait souvent les bornes par ses pièces rabelaisiennes, le plus souvent sur des thèmes à risque pour l'époque. Il s’essaya à la traduction du Orlando Furioso de l'Arioste, ce qui causa son bannissement de la cour pour plusieurs années. Malgré cela, il fut couvert d’éloges lorsqu’il en termina la traduction en 1591.
C’est à cette époque, précisément en 1596, qu’Harington inventa la première chasse d’eau ; il publia un livre sur cet instrument, intitulé The Metamorphosis of Ajax.
Cependant l'usage de certaines allusions politiques le fit bannir à nouveau de la cour, il faillit même devoir passer devant une cour de justice. Il choisit de retourner dans son manoir de Kelston et de consacrer plus de temps à sa vie familiale. Petit à petit, la reine se désintéressa de lui.
En 1599, la reine envoya une armée, commandée par Robert Devereux, 2e comte d'Essex, en Irlande, afin de mater la rébellion menée par Hugh O'Neill, 2e comte de Tyrone.
Elle recommanda avec insistance qu'Essex inclût Harington dans son armée. Harington se vit confier le commandement de la cavalerie d’Henry Wriothesley, 3e comte de Southampton.
Le legs d’Harington de cette campagne sont ses lettres et journal, qui servirent à donner à la reine tous les renseignements au sujet des progrès de la campagne et de sa politique.
Pendant la campagne, le comte d’Essex adouba chevalier Harington pour services rendus. Essex tomba en disgrâce auprès de la reine pour la trêve humiliante qu’il conclut à la fin de la campagne et causa également sa fureur à cause du grand nombre de chevaliers qu’il adouba. C’est sur Harington, présent lors des négociations de trêve, que la reine passa son ire. Cependant, grâce à son esprit et à son charme, il retrouva bientôt les faveurs de la reine.
Après la mort de la reine, Harington connut quelques revers de fortune à la cour du nouveau Roi, Jacques Ier d'Angleterre. Il passa autant de temps dans son manoir qu’en prison. Il se porta garant pour les dettes de son cousin, Griffin Markham, pour la somme de 4 000 £, dans une histoire foncière. Incapable d’honorer les dettes de son cousin sans vendre ses propres terrains et peu enclin à moisir en prison, il traversa la frontière en octobre 1603. Cependant, Jacques Ier avait déjà reconnu sa fidélité et l'avait fait « Chevalier du Bain » ; il lui avait également accordé les propriétés séquestrées pendant l'exil de Markham. Harington continua à écrire, quoiqu'il se soit juré d’abandonner la poésie à la mort de la reine Élisabeth.
Bien qu’il n’ait publié qu’un mince volume de poésie en vers en 1607, il continua à envoyer des lettres à ses amis et au fils aîné du roi, le prince Henry, jusqu'en 1609. Quelques-unes de ces lettres furent collectées par un descendant d’Harington, Henry Harington, et publiées sous le titre de Nugæ Antiquæ en 1769. Cet ouvrage est une source significative concernant l’histoire de la reconquête de l’Irlande par les Tudor.
Harington tomba malade en mai 1612 et mourut le 20 novembre 1612. Il est enterré à Kelston.
L'un de ses descendants est Kit Harington (connu pour son rôle de Jon Snow dans Game of Thrones).

## Dans les médias
En 2012, John Harington apparait dans le premier épisode de la 16e saison de South Park. Paradoxalement, il y est présenté comme l'inventeur des toilettes, et non pas de la chasse d'eau comme c'est le cas.
Il apparaît également dans l'épisode 6 de la saison 2 de Mr Peabody et Sherman.